# Hợp Tác, Cam Nam
Hợp Tác (chữ Hán giản thể: 合作市, âm Hán Việt: Hợp Tác thị, chữ Tạng: གཙོས་གྲོང་ཁྱིར།) là một thành phố cấp huyện và là thủ phủ châu tự trị dân tộc Tạng Cam Nam, tỉnh Cam Túc, thuộc miền Tây Bắc Trung Quốc. Thành phố này có diện tích 2.670 ki-lô-mét vuông, dân số năm 2002 là 90.000 người. Mã số bưu chính của thành phố Hợp Tác là 747000. Mã vùng điện thoại là 0941. Trước thập niên 1950, tên của thành phố là Hắc Thác (tiếng Trung: 黑错). Trước đây chủ yếu là nơi người Tạng sinh sống. Thành phố này được lập năm 1996 trên cơ sở sáp nhập trấn Hợp Tác của huyện Hạ Hà và các hương trấn xung quanh. Thành phố này có nhiệt độ bình quân 2 độ C, lượng mưa hàng năm 516 mm.

## Khí hậu
| Dữ liệu khí hậu của Hợp Tác              | Dữ liệu khí hậu của Hợp Tác | Dữ liệu khí hậu của Hợp Tác | Dữ liệu khí hậu của Hợp Tác | Dữ liệu khí hậu của Hợp Tác | Dữ liệu khí hậu của Hợp Tác | Dữ liệu khí hậu của Hợp Tác | Dữ liệu khí hậu của Hợp Tác | Dữ liệu khí hậu của Hợp Tác | Dữ liệu khí hậu của Hợp Tác | Dữ liệu khí hậu của Hợp Tác | Dữ liệu khí hậu của Hợp Tác | Dữ liệu khí hậu của Hợp Tác | Dữ liệu khí hậu của Hợp Tác |
| Tháng                                    | 1                           | 2                           | 3                           | 4                           | 5                           | 6                           | 7                           | 8                           | 9                           | 10                          | 11                          | 12                          | Năm                         |
| ---------------------------------------- | --------------------------- | --------------------------- | --------------------------- | --------------------------- | --------------------------- | --------------------------- | --------------------------- | --------------------------- | --------------------------- | --------------------------- | --------------------------- | --------------------------- | --------------------------- |
| Cao kỉ lục °C (°F)                       | 17.1 (62.8)                 | 18.6 (65.5)                 | 23.6 (74.5)                 | 29.2 (84.6)                 | 27.2 (81.0)                 | 27.2 (81.0)                 | 30.4 (86.7)                 | 28.7 (83.7)                 | 28.1 (82.6)                 | 24.6 (76.3)                 | 18.5 (65.3)                 | 15.0 (59.0)                 | 30.4 (86.7)                 |
| Trung bình ngày tối đa °C (°F)           | 1.8 (35.2)                  | 4.4 (39.9)                  | 8.1 (46.6)                  | 12.6 (54.7)                 | 15.6 (60.1)                 | 18.3 (64.9)                 | 20.6 (69.1)                 | 20.3 (68.5)                 | 16.4 (61.5)                 | 11.5 (52.7)                 | 7.4 (45.3)                  | 3.3 (37.9)                  | 11.7 (53.0)                 |
| Trung bình ngày °C (°F)                  | −9.1 (15.6)                 | −5.6 (21.9)                 | −0.7 (30.7)                 | 4.2 (39.6)                  | 8.1 (46.6)                  | 11.4 (52.5)                 | 13.6 (56.5)                 | 13.0 (55.4)                 | 9.3 (48.7)                  | 3.9 (39.0)                  | −2.3 (27.9)                 | −7.6 (18.3)                 | 3.2 (37.7)                  |
| Tối thiểu trung bình ngày °C (°F)        | −16.6 (2.1)                 | −12.8 (9.0)                 | −7.0 (19.4)                 | −2.2 (28.0)                 | 2.0 (35.6)                  | 5.8 (42.4)                  | 8.0 (46.4)                  | 7.6 (45.7)                  | 4.7 (40.5)                  | −0.9 (30.4)                 | −8.5 (16.7)                 | −14.9 (5.2)                 | −2.9 (26.8)                 |
| Thấp kỉ lục °C (°F)                      | −28.5 (−19.3)               | −27.1 (−16.8)               | −23.1 (−9.6)                | −20.2 (−4.4)                | −10.0 (14.0)                | −3.5 (25.7)                 | −0.6 (30.9)                 | −1.3 (29.7)                 | −5.7 (21.7)                 | −17.0 (1.4)                 | −23.8 (−10.8)               | −27.9 (−18.2)               | −28.5 (−19.3)               |
| Lượng Giáng thủy trung bình mm (inches)  | 5.0 (0.20)                  | 6.8 (0.27)                  | 17.1 (0.67)                 | 33.8 (1.33)                 | 73.2 (2.88)                 | 80.4 (3.17)                 | 115.5 (4.55)                | 95.8 (3.77)                 | 75.2 (2.96)                 | 41.6 (1.64)                 | 7.4 (0.29)                  | 1.5 (0.06)                  | 553.3 (21.79)               |
| Số ngày giáng thủy trung bình (≥ 0.1 mm) | 4.4                         | 5.8                         | 9.8                         | 10.9                        | 16.7                        | 18.5                        | 17.4                        | 17.2                        | 16.3                        | 12.7                        | 4.4                         | 2.8                         | 136.9                       |
| Số ngày tuyết rơi trung bình             | 7.3                         | 9.5                         | 12.9                        | 10.8                        | 4.3                         | 0.4                         | 0                           | 0.1                         | 1.0                         | 7.3                         | 7.1                         | 5.5                         | 66.2                        |
| Độ ẩm tương đối trung bình (%)           | 49                          | 52                          | 57                          | 60                          | 65                          | 70                          | 74                          | 75                          | 77                          | 73                          | 61                          | 51                          | 64                          |
| Số giờ nắng trung bình tháng             | 202.2                       | 189.5                       | 206.8                       | 212.2                       | 207.5                       | 191.0                       | 208.6                       | 202.4                       | 162.6                       | 180.3                       | 206.2                       | 209.5                       | 2.378,8                     |
| Phần trăm nắng có thể                    | 64                          | 61                          | 55                          | 54                          | 48                          | 44                          | 48                          | 49                          | 44                          | 52                          | 67                          | 69                          | 55                          |
| Nguồn: Cục Khí tượng Trung Quốc          |                             |                             |                             |                             |                             |                             |                             |                             |                             |                             |                             |                             |                             |